# Nausicaá - Centre national de la mer
Pour les articles homonymes, voir Nausicaa (homonymie).
Nausicaá, le centre national de la mer, est un centre de découverte de l'environnement marin, ouvert en 1991 à Boulogne-sur-Mer.
Il dispose du plus grand aquarium d'Europe qui le classe cinquième dans la hiérarchie mondiale. C'est aussi le plus grand centre européen d'élevage de coraux.
Avec plus de 800 000 visiteurs en moyenne par an, il s'agit du deuxième site touristique le plus fréquenté au nord de Paris après le parc Astérix.
Le complexe se décompose en trois grands parcours, l'exposition historique « Des rivages et des Hommes » et l'exposition « Voyage en haute mer » inaugurée en mai 2018 avec son bassin de 10 000 m3 s'attachant à reconstituer l'écosystème de l'île de Malpelo (qui en fait le « plus grand aquarium d'Europe »),,,,, ainsi que plusieurs petites expositions permanentes et temporaires. L'exposition « Dans l'œil du climat », ouverte en 2020, a pour objectif de mobiliser les visiteurs à agir pour la préservation des océans.
En 2022, Nausicaá signe une convention avec l'Agence de l'environnement et de la maîtrise de l'énergie (Ademe) dont l'objectif est de sensibiliser le visiteur à la nécessité d'agir au quotidien pour l'océan et ses ressources. Les visiteurs découvrent « Grand large », une immersion en réalité augmentée dans l’univers de la haute mer.
En mars 2023, la Commission européenne annonce le déblocage de 17 millions d'euros pour la nouvelle extension centrée sur la thématique du Grand Nord pour une ouverture prévue en 2028.

## Localisation

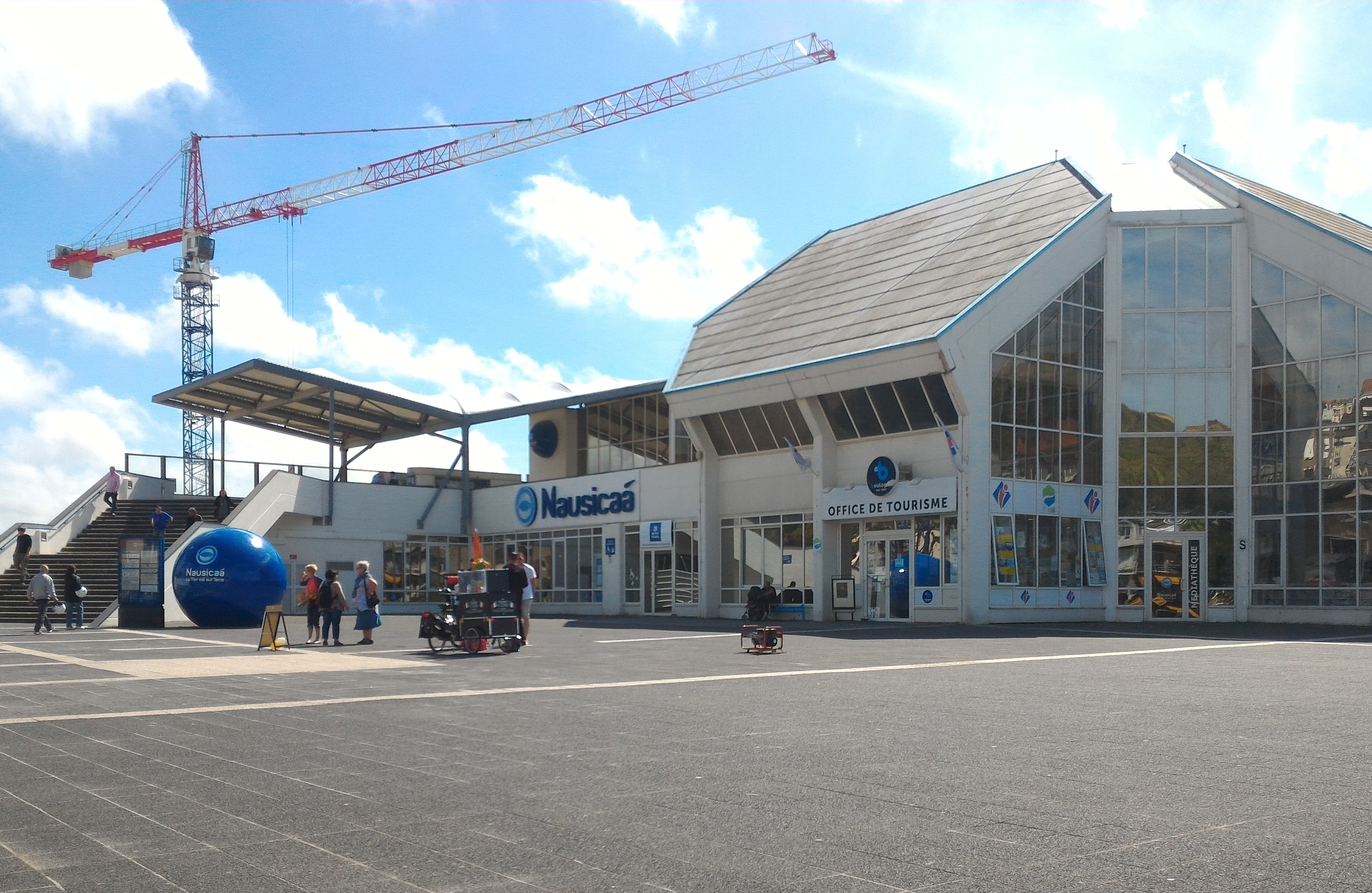
Façade de Nausicaá, vue en 2016 avant la dernière extension.

Nausicaá se trouve à Boulogne-sur-Mer, premier port de pêche français, située au bord de la Manche, dans le département du Pas-de-Calais et la région Hauts-de-France.
Le centre est situé entre la plage et le port de la ville.
Le nom Nausicaa est celui d'une princesse phéacienne de la mythologie grecque, dont la rencontre avec Ulysse naufragé est narrée dans l'Odyssée.
Nausicaá rappelle également le mot « ca - si - no », choisi pour rappeler que l'ancien casino de Boulogne-sur-Mer, très prisé à l'époque, se trouvait sur ce site. Les « jardins de Nausicaá », à côté du centre de la mer, sont d'ailleurs parfois encore appelés les « jardins du casino ».

## Présentation
Nausicaá est décrit comme un aquarium, mais aussi comme un centre de culture scientifique et technique de découverte de l'environnement marin. Il comprend entre autres des aquariums de tailles diverses, des terrariums ainsi qu'une médiathèque spécialisée, des espaces d'information, des salles de projection vidéo, des salles de conférences et des animations ludiques.
En 2020, Nausicaá contient 17 millions de litres d'eau de mer, plusieurs dizaines d'aquariums et de terrariums et environ 58 000 animaux marins provenant de tout le globe,.
La mission de Nausicaá est de « faire découvrir et mieux aimer la mer, élément de vie et source de richesse aujourd’hui et demain ». Il a la particularité d'être à la fois ludique, pédagogique et scientifique, essentiellement axé sur les relations entre l'Homme et la mer. Depuis quelques années, Nausicaá met en avant également le respect de l'environnement et de la nature.
Le centre occupe 10 000 m2 mis en scène, permettant au visiteur de parcourir les océans du monde et de réaliser l'implication de l'être humain dans le fonctionnement et l'équilibre des océans.
Dans la boucle d'exposition historique « Des rivages et des Hommes », on peut ainsi observer la vie dans un lagon, un récif corallien, en pleine mer, mais aussi dans une réserve californienne avec des lions de mer de Californie (et des animations pédagogiques pour aborder le problème de leur bien-être).
La petite exposition permanente « Cap au Sud ! », renommée « Plage des manchots », inaugurée en avril 2006, permet aux visiteurs une rencontre des Manchots du Cap, en compagnie de Jean-Michel Cousteau et de trois enfants.
L'exposition « Voyage en haute mer », inaugurée en mai 2018, s'articule autour du grand bassin de 10 000 m3 dans lequel un écosystème entier a été recréé.
En 1998, Nausicaá a reçu le label de « Centre d’excellence » par la Commission océanographique intergouvernementale de l’UNESCO pour ses actions de sensibilisation.
Le centre abrite également une boutique, un restaurant, une station météorologique et une piscine (l'accès à cette dernière étant publique et indépendante du reste).

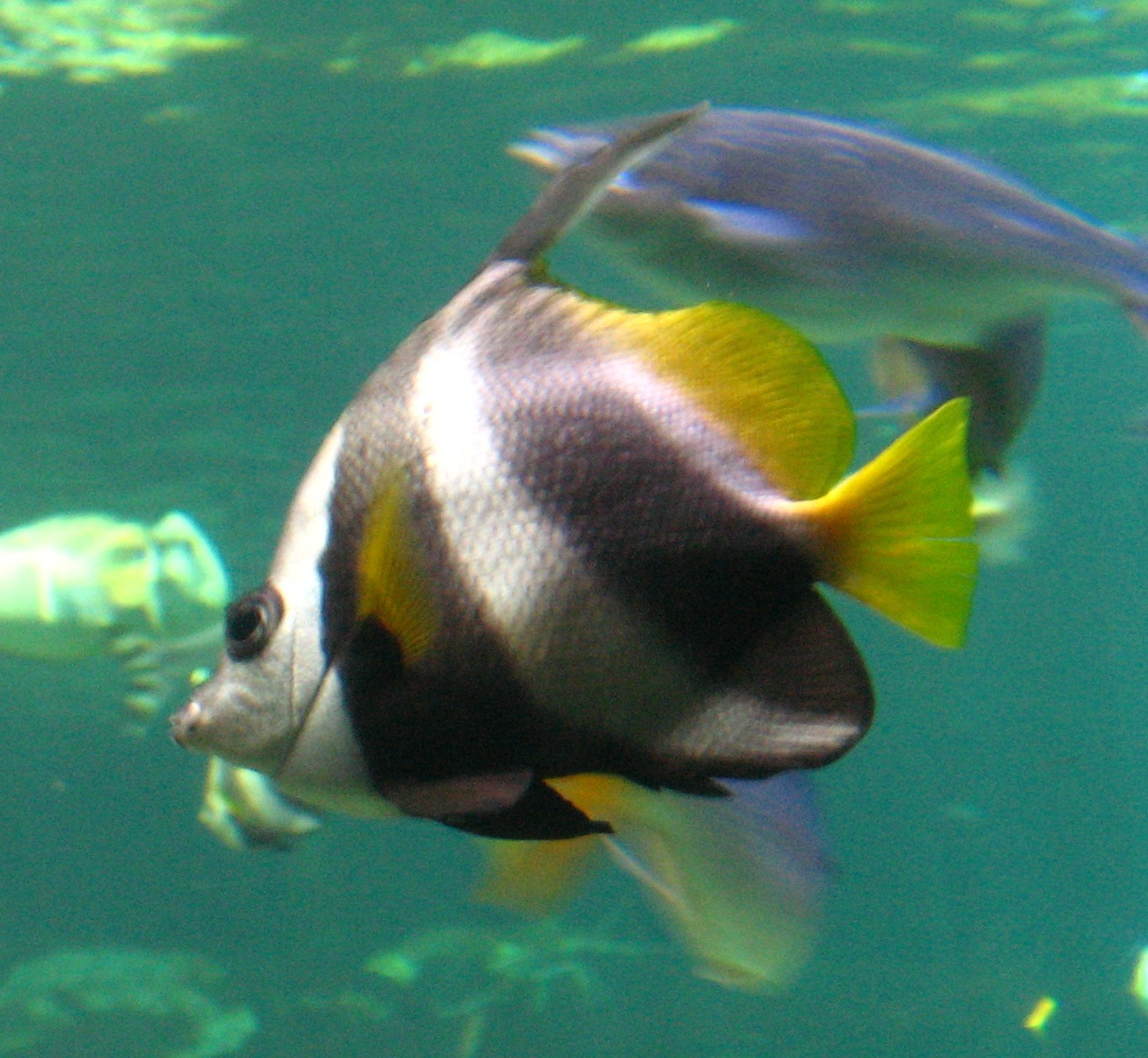
Heniochus acuminatus
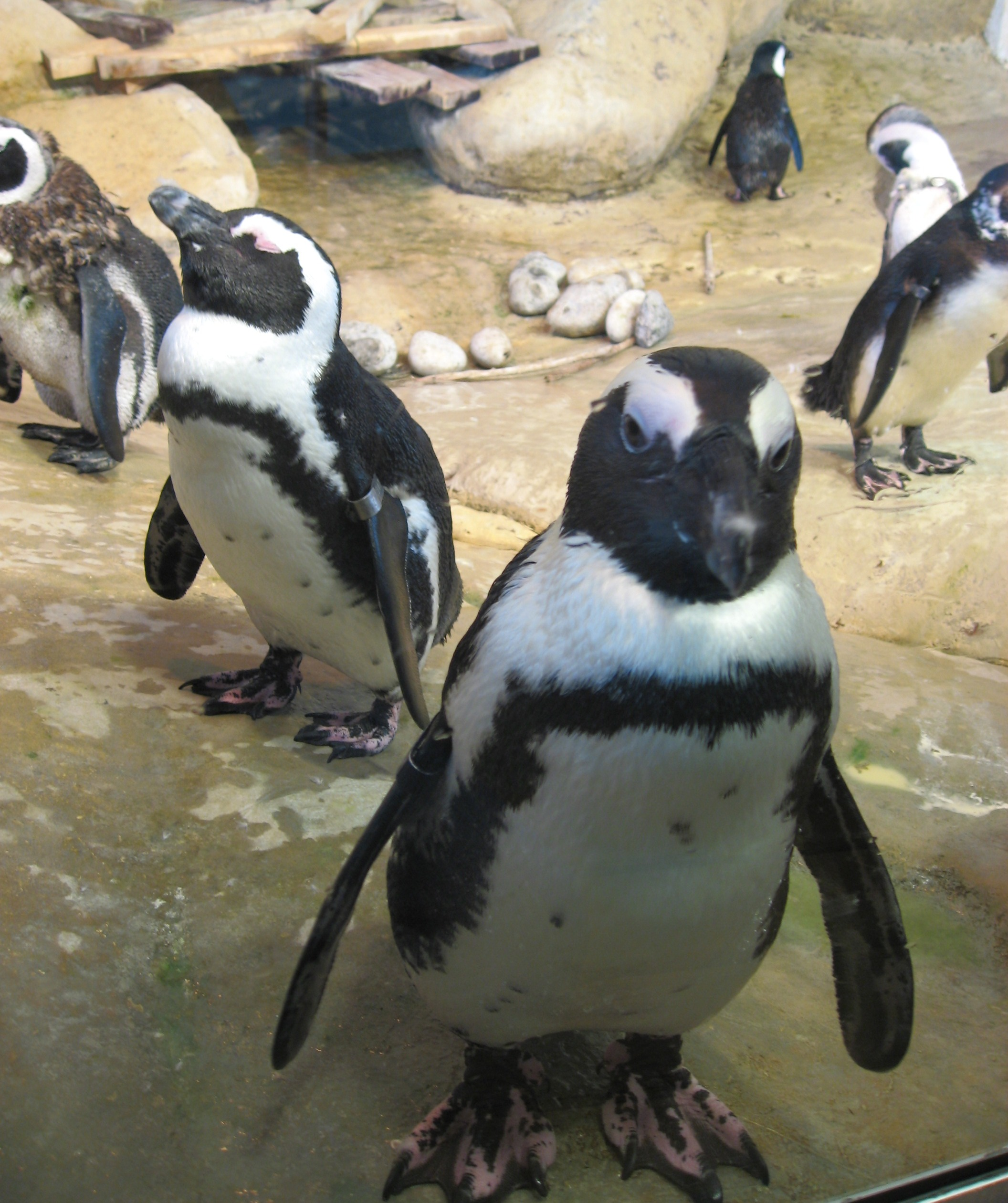
Manchots du Cap
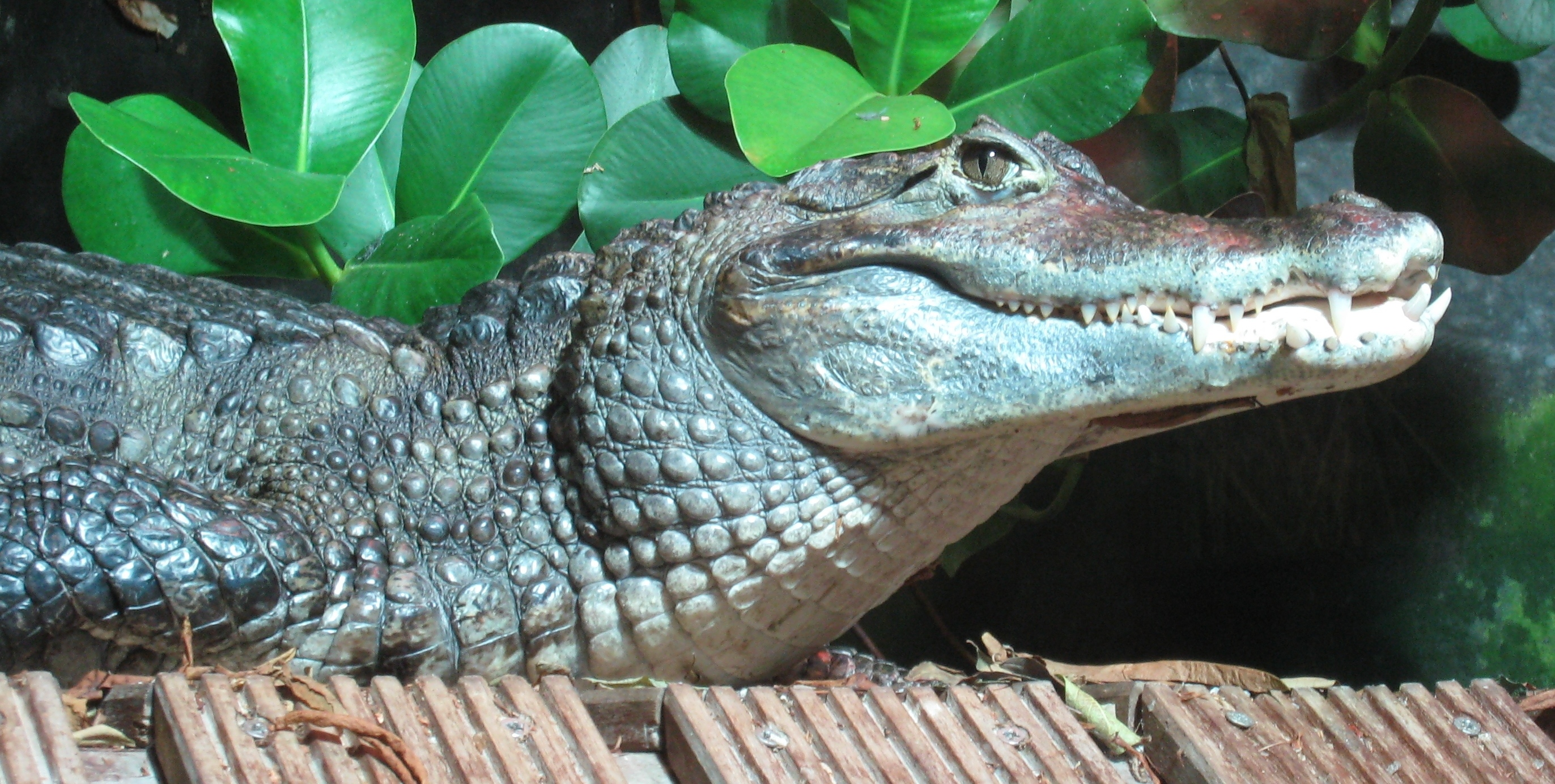
Caiman crocodilus
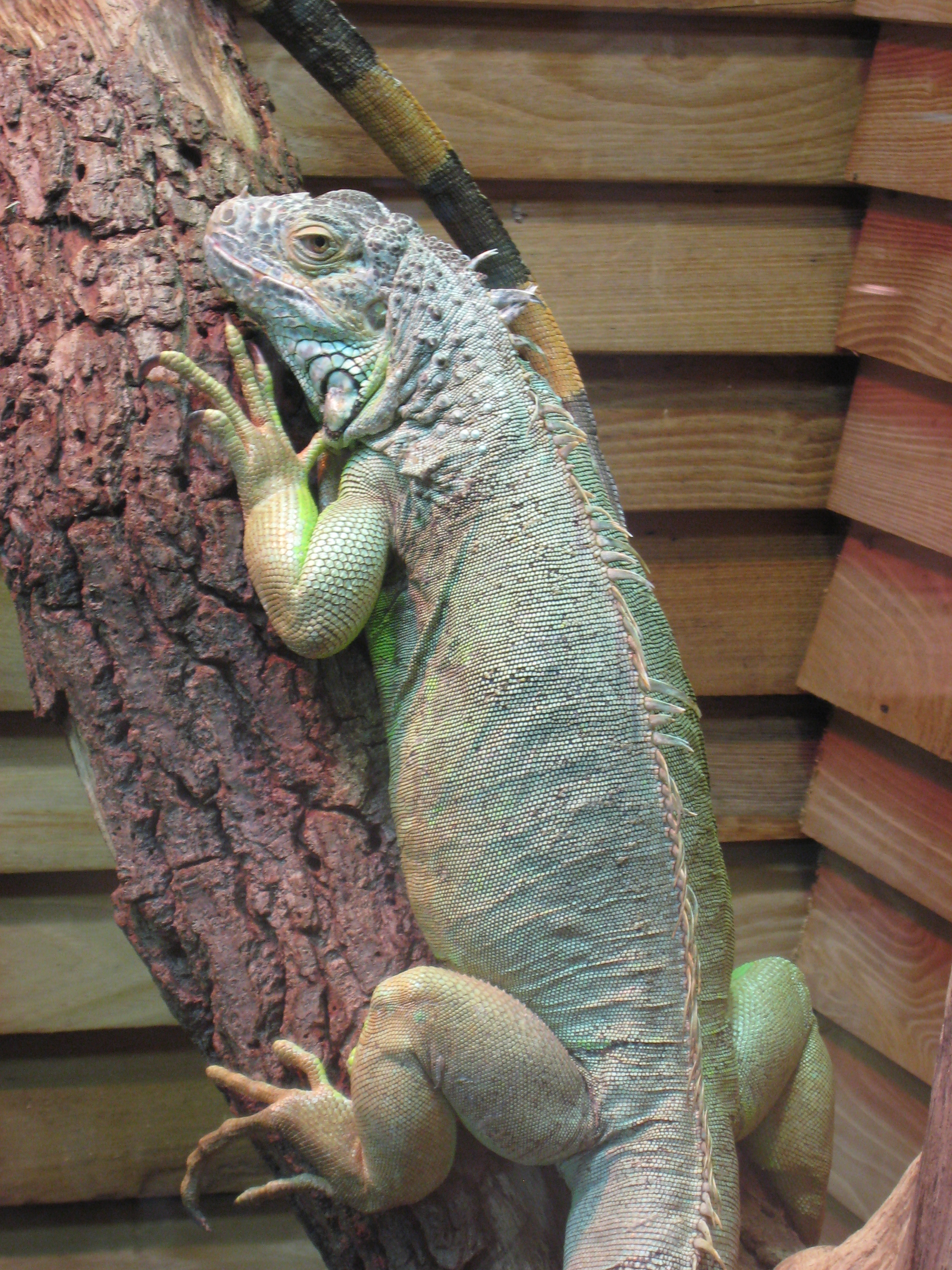
Iguane
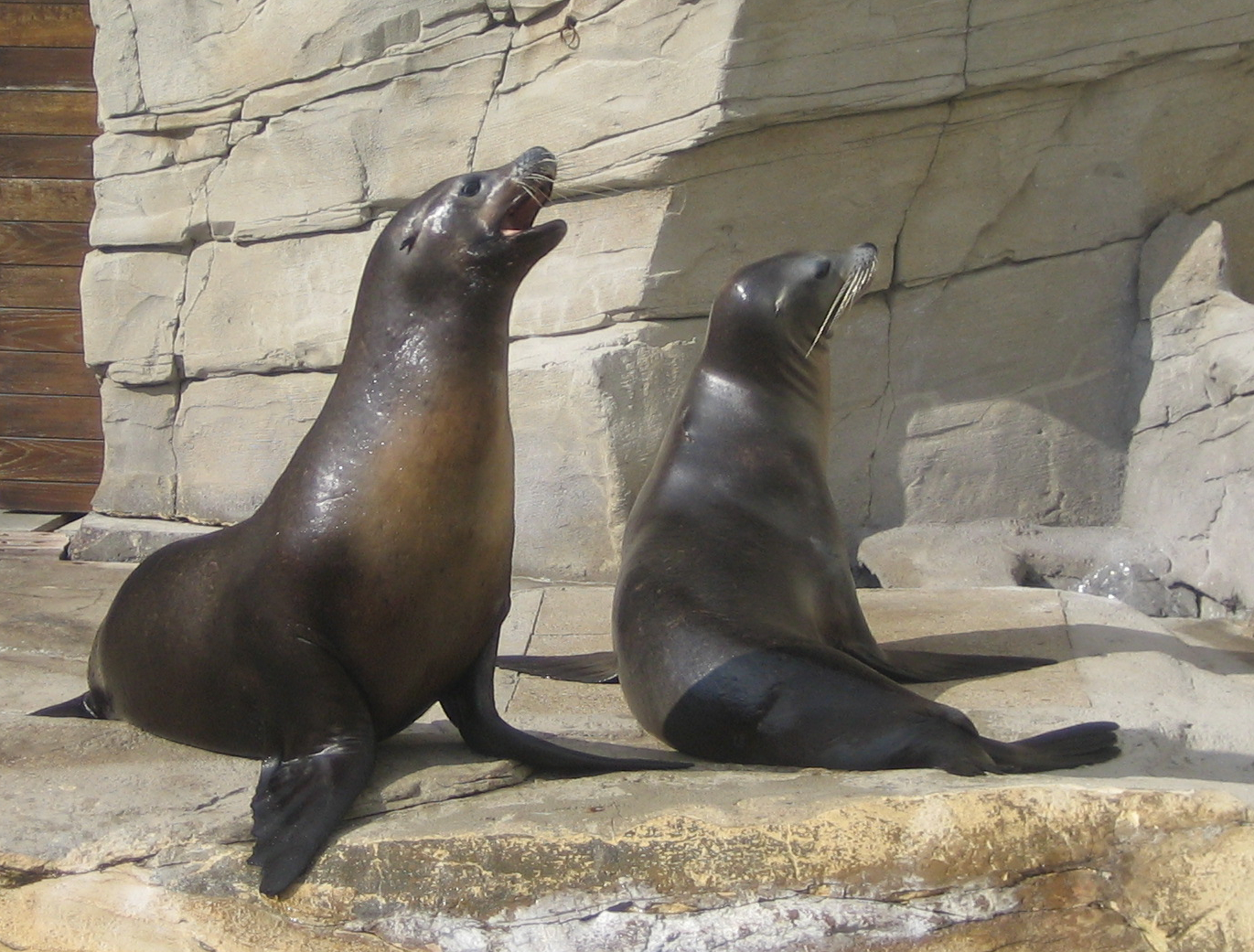
Lion de mer
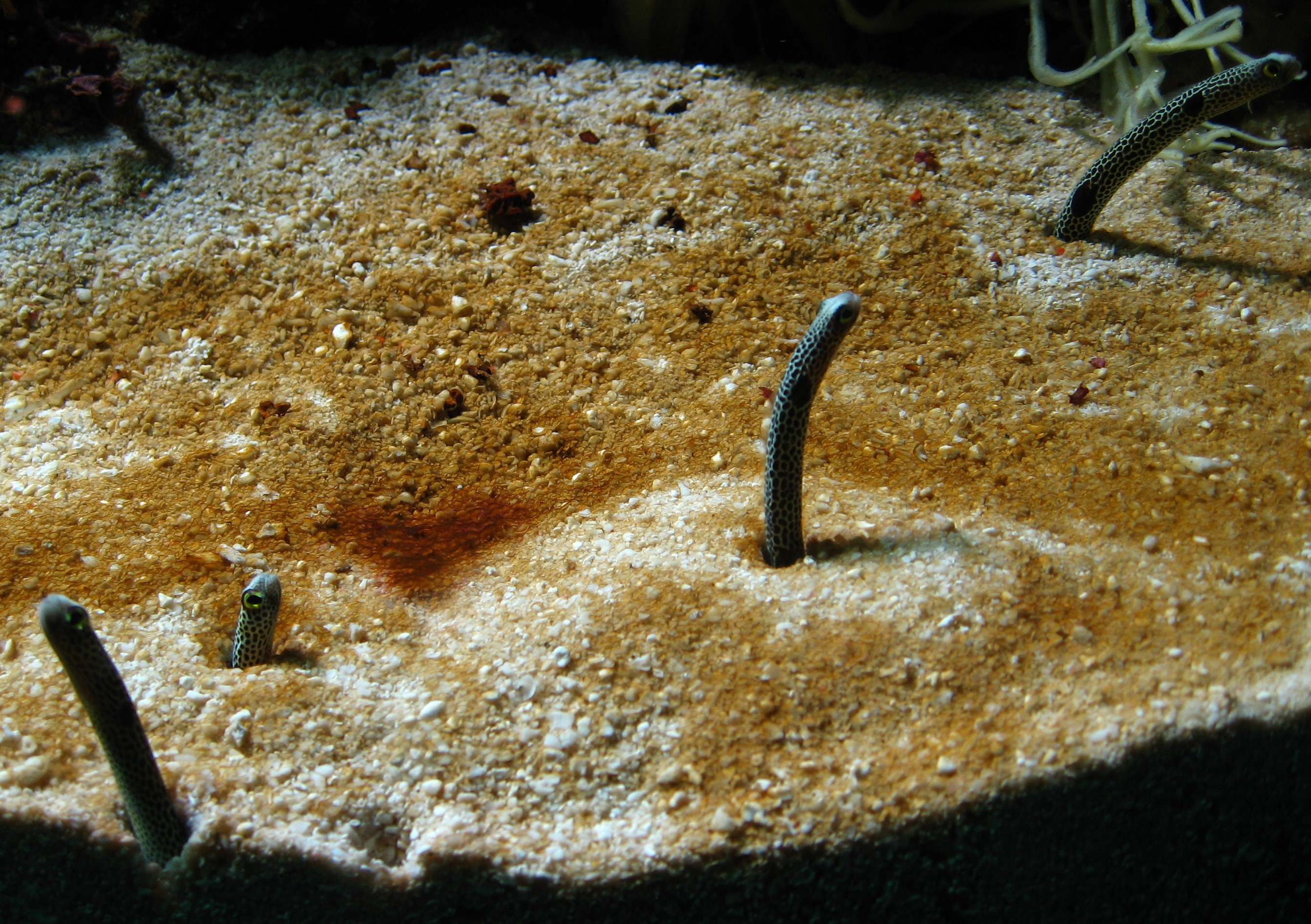
Heteroconger hassi
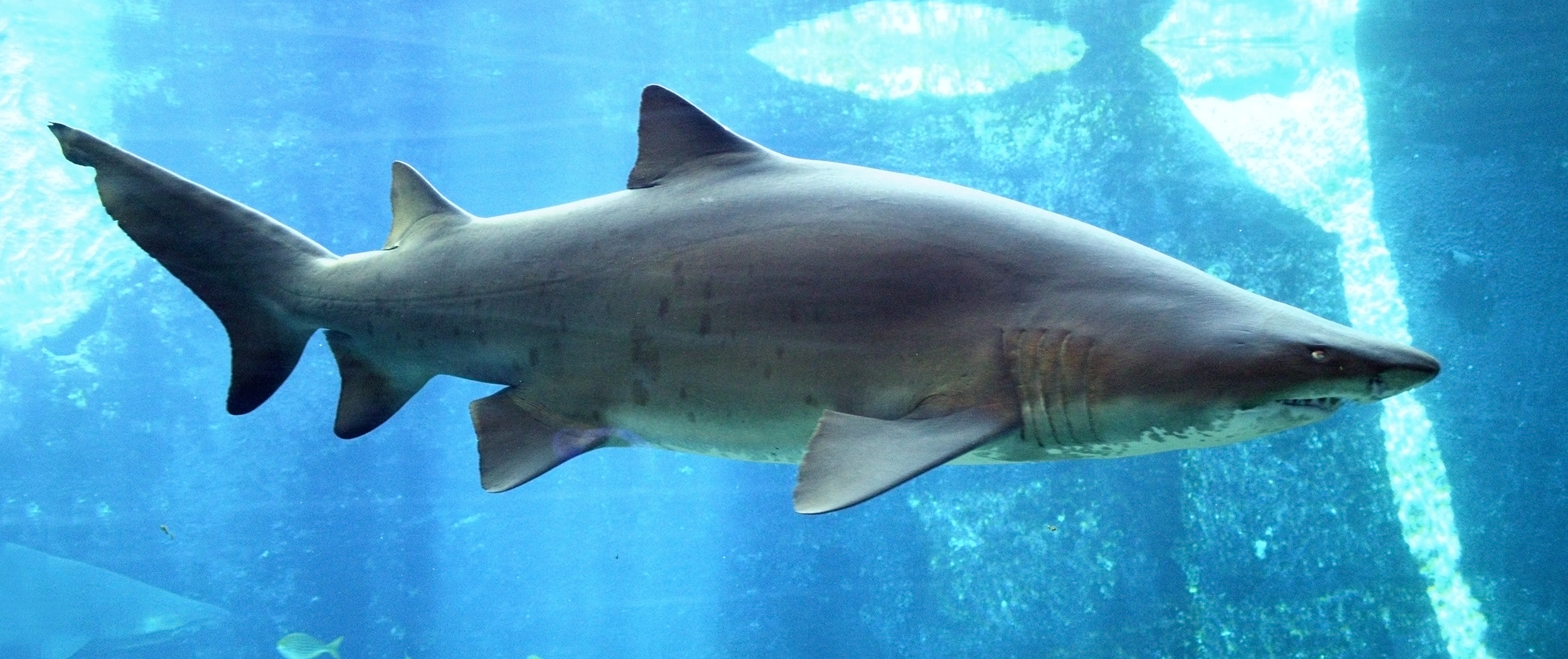
Carcharias taurus

## Histoire

### De sa création à l'extension de 2018
- 1976 : Guy Lengagne aurait eu l'idée de créer ce centre en se promenant à Saint-Malo[14].
- 1977 : Guy Lengagne, élu maire de Boulogne-sur-Mer, engage de multiples démarches pour financer la réalisation d'un centre de culture scientifique de la mer dans sa ville. Il obtient les financements de la part du conseil régional du Nord-Pas-de-Calais, puis du département du Pas-de-Calais, et obtient l'insertion de son projet dans les grands projets du septennat de François Mitterrand (Pyramide du Louvre, etc...). Le nom de centre de la mer devient alors le centre national de la mer.
- 1986 : Au fur et à mesure de l'obtention des financements, le projet évolue et prend de l'ampleur. Enfin, après une rencontre avec le président de la commission européenne, et la visite de hauts fonctionnaires européens, Guy Lengagne obtient l'engagement de l'Europe dans le projet, à condition de doubler sa dimension. Ce doublement étant alors pris en charge par l'Europe (passant de 70 millions à 140 millions de Francs). Initialement prévu dans une partie du casino de la ville, il fallut, à regrets, démolir la totalité du bâtiment. Entre temps, a été créé la mission du centre national de la mer, présidé par Michel Le Dantec, adjoint au maire, et sont embauchés pour suivre le dossier Philippe Valette, Stéphane Hénard, et Christophe Liacopoulos. Une rencontre importante de Guy Lengagne avec le président de la mission de la cité des sciences de la Villette André Lebeau permet de bénéficier de la compétence de son équipe d'architectes, dont J. Lichnerowicz, qui aidera la mission à préparer le cahier des charges du concours d'architectes. Le jury, présidé par Guy Lengagne, décide de choisir le projet de Jacques Rougerie.
- 1987 : Début des travaux. L'ouverture, initialement prévue pour 1989, sera retardée par des aléas techniques lors de la construction.
- 1990 : Philippe Valette est nommé directeur de l'établissement[15], une fonction qu'il continue d'occuper jusqu'en 2020[13]. Un an plus tard est créée la Société d'exploitation du centre national de la mer (SEM), une société anonyme d'économie mixte à conseil d'administration, afin de gérer ce lieu commercialement baptisé « Nausicaá ».
- 18 mai 1991 : Ouverture au public et inauguration par le maire Jean Muselet
- 1994 : Arrivée des premières méduses.
- 1995 : Première exposition temporaire, « La Mer et l'enfant ».
- 1997 : Acquisition de la version grand format de la toile « Corrida » de Pascal Lecocq, suspendue dans le hall d'entrée.
- 1998 : Nausicaá double sa surface, passant ainsi à 4 500 m2 d'exposition. Cette extension, qui accueille environ 10 000 nouveaux animaux marins a permis de créer la réserve des lions de mer de Californie ainsi que le Tropical Lagoon Village. Cette zone tropicale permet d'observer les requins ou les récifs coralliens.
- 1999 : Nausicaá est désigné Centre d'excellence pour l'éducation à l'environnement marin par la Commission océanographique intergouvernementale de l'UNESCO.
- 2002 : Nausicaá obtient le label "Tourisme & Handicap". Création du Réseau Océan mondial.
- 2003 : Arrivée des caïmans dans la « Forêt Immergée », nouvel espace intégré depuis début 2005 dans « La Maison Planétaire », visant à faire réfléchir sur les habitudes de consommation.
- 2006 : Nouvelle extension comprenant un nouvel espace d'exposition permanent : « Cap au Sud ! » et arrivée des manchots du Cap.
- 2007 : Accueil du dix millionième visiteur.
- 2008 : Lancement de "Planète Nausicaá", un dispositif multimédia interactif unique en son genre. Ouverture de l'exposition-reportage sur Madagascar et le canal de Mozambique. Courant octobre Nausicaá a réalisé, avec l’aide d’un vétérinaire spécialiste des requins, une première mondiale : une opération chirurgicale sur un requin gris de Nausicaá . Le 14 novembre Nausicaá a reçu le 1er prix pour l’entraînement médical des lions de mer à la conférence annuelle d'IMATA (International Marine Animal Trainers Association) qui se déroulait à Cancún au Mexique.
- 2009 : sortie en librairie de plusieurs livres « Secrets des abysses » de Christine Causse et Philippe Valette aux éditions Fleurus et « Madagascar, l'île océan » de Christine Causse et Philippe Vallette, photographies d’Alexis Rosenfeld, aux éditions Autrement. Naissance du premier bébé manchot, un manchot du Cap.
- 2010 : lancement officiel en France de la campagne européenne « Mr Goodfish ». Mené en association avec l’Acquario di Genova en Italie et l’Aquarium Finisterrae en Espagne, sous l'égide du Réseau Océan mondial, ce projet vise à rendre le public acteur pour la préservation de la ressource marine.
- 2013 : Installation de gradins pouvant accueillir jusqu'à 600 personnes dans l'espace des lions de mer[16].
- 2014 : Nouvel espace consacré à la recherche océanographique et nouveau bassin tactile.

#### Gros travaux d'extension de 2015 à 2018
Président directeur général de Nausicaá, Guy Lengagne convainc Frédéric Cuvillier, devenu président de la communauté d'agglomération du Boulonnais, propriétaire de l'établissement, de lancer un projet pour doubler la taille du centre et faire de Nausicaá le plus grand aquarium d'Europe en investissant 47,6 millions d’euros dans un projet d'extension, en contrepartie d'une redevance annuelle de 2,9 millions d'euros par la SEM,. L'agence de l'architecte Jacques Rougerie, associée à l'entreprise de construction Sogea (filiale de Vinci), a été retenue pour la quatrième extension du site, avec la construction d'un aquarium de 10 000 m3 consacré à la faune marine du grand large, doté de la plus grande baie vitrée d'Europe, d'une masse de 54 t, de 21 m de large sur 6 m de haut, d'une épaisseur de 48 centimètres capable de résister à une pression de 500 tonnes et ouvrant sur un amphithéâtre. Les écosystèmes polaires et un pôle image (salle de conférence et salle 4D) sont aussi ajoutés à l'infrastructure existante. Le coût total (incluant des éléments de rénovation urbaine en périphérie) est de 85,8 millions d’euros hors taxes d'investissement, financé par la communauté d'agglomération (à hauteur de 33 millions d'euros), le département (9 millions), la région (28 millions) et l'Union européenne,,. Le design sonore de l'extension est confié au compositeur Michel Redolfi, qui y introduit 200 haut-parleurs.
L'extension s'accompagne d'une augmentation de la durée moyenne de visite de 2 h 45 min à 4 h 30 min, mais aussi d'une explosion de la dette de la SEM, passant de 6,1 millions d'euros en 2017 à 16,2 millions en 2018. Parmi les objectifs de cette extension, le centre espère enrayer la baisse de la fréquentation du site, qui était alors de 540 000 visiteurs en 2017, et vise le million de visiteurs annuel.
En 2017, la communauté d'agglomération du Boulonnais, actionnaire majoritaire du lieu, confie jusqu'en 2030 la gestion de Nausicaá à la SEM, aucun concurrent n'avait répondu à l'appel d'offres de la collectivité territoriale pour cette délégation de service public. En 2018, Guy Lengagne, président directeur général de Nausicaá, doit abandonner son poste, ayant atteint à 85 ans, la limite d'âge fixée par les statuts. Il cède alors sa place à Jean-Loup Lesaffre, ancien président de la communauté d'agglomération et maire de Saint-Léonard depuis 1971.

### Série d'incidents en 2018 et 2019
Trente requins-marteaux sont morts prématurément dans l'aquarium entre 2011 et 2019. Rien qu'en 2018, sept d'entre eux sont morts. « On a été absolument désolé de perdre ces poissons, et on les a perdus, alors qu'on essayait avec des scientifiques et des ONG de mieux connaître ces animaux. [...] On peut nous accuser d'avoir tué ces requins, ce qui est évidemment regrettable, mais c'était pour améliorer la connaissance », justifie le directeur général Philippe Vallette. Pour Nicolas Ziani, un scientifique référent de l'association du Groupe phocéen d'étude des requins, le fait d'avoir cette espèce en aquarium est « vendeur pour l'établissement mais ne prend pas en compte les besoins biologiques de l'animal ». Le dernier décès remonte au 25 avril 2019. Le coût de la capture de ces requins-marteaux s'était élevé à 652 750 euros, auxquels il faut ajouter 2,4 millions d'euros pour l'aménagement de leur réserve spécialement conçue pour les accueillir. Selon Philippe Vallette, il s'agissait d'argent privé : « On a remboursé toutes les sommes qui nous avaient été prêtées par la communauté d'agglomération du Boulonnais pendant les travaux d'agrandissement », déclare-t-il en 2019. Les décès des requins-marteaux ont été dénoncés par plusieurs associations de défense de la cause animale mais l'unique plainte a été classé sans suite
Le 25 avril 2019, jour de la mort du dernier requin-marteau, un bassin s'est fissuré, libérant 30 m3 d'eau et entraînant la mort de plusieurs centaines de sardines. Début novembre 2018, l'une des deux raies manta du grand aquarium âgée de 2 ans meurt de maladie un mois après son arrivée vaincue par des parasites dont elle était porteuse avant d’arriver à Nausicaá.

### Conséquences du Covid-19 en 2020
En 2020, la pandémie de Covid-19 entraine la fermeture du centre pendant 83 jours (du 14 mars au 4 juin), la réduction de l'équipe à 25 soigneurs (au lieu de 40) pour s'occuper des 58 000 animaux et le chômage partiel de 180 salariés sur les 250 en CDI. Pendant le confinement imposé à la population française, la vidéo de deux manchots se promenant dans le centre vide devient virale sur les réseaux sociaux. Cette fermeture se traduit par « une catastrophe financière » selon son directeur Philippe Valette. Douze millions d'euros de prêt ont été octroyés à Nausicaá par l'État, le ministère de la transition écologique et solidaire et la communauté d'agglomération du Boulonnais, actionnaire majoritaire,. À sa réouverture, le 4 juin 2020, par mesure de précaution, le centre ne pouvait pas accueillir plus de 1 700 personnes en même temps, soit quatre fois moins qu'en temps normal. Ce jour-là, il n'accueille que 378 personnes, loin des 2 500 visiteurs quotidiens.

### Depuis 2022
Le 16 mars 2022, Nausicaá signe une convention avec l'Agence de l'environnement et de la maîtrise de l'énergie (ADEME) dont l'objectif est de sensibiliser le visiteur à la nécessité d'agir au quotidien pour l'océan et ses ressources.
Le 4 juin 2022, les visiteurs découvrent « Grand large », une expérience d'immersion en réalité augmentée dans l’univers de la haute mer, pour lequel un million d’euros ont été investis. Cette nouvelle attraction doit permettre de relancer Nausicaà après deux années difficiles liées à la pandémie de Covid-19,.
Le 9 mars 2023, la Commission européenne annonce le déblocage de 17 millions d'euros pour la nouvelle extension. Cette somme est allouée à la construction de plus de 10 000 m3 de bassins et de près de 25 000 m2 de bâtiments, ce qui porterait la surface totale de l’aquarium à près de 60 000 m2, contre 35 000 m2 actuellement. Après la première extension de 2018, centrée sur le voyage en haute mer, la deuxième extension sera centrée sur la thématique du grand nord pour une ouverture prévue en 2028.

## Fréquentation
Les visiteurs sont au nombre de 530 000 en 1991 et de 580 000 en 1996. Depuis son ouverture en 1991 jusqu'en 2015, le centre national de la mer a accueilli plus de 15 millions de visiteurs, soit une moyenne de 615 000 visiteurs par an. L'extension de Nausicaá en 2018 a permis d'enrayer la baisse de la fréquentation du site. Ainsi, le centre a reçu 850 000 visiteurs en 2019,.
Nausicaá est ainsi classé 1er site touristique du Pas-de-Calais, 2e des Hauts-de-France et 2e au nord de Paris après le parc Astérix et 14e sur l'ensemble des sites non culturels de France.
Parmi les visiteurs, on recense des Boulonnais, des habitants de toute la France et de nombreux étrangers (dont principalement des Britanniques, des Belges, des Luxembourgeois, des Néerlandais et des Allemands).
En 2023, Nausicaá, depuis sa création en 1991, enregistre son 20 millionième visiteur. La famille et ses deux enfants se voient offrir un abonnement à vie, un bon d’achat à la boutique et ont eu le droit à une visite guidée personnalisée.